# Lola Montez
Lola Montez, comtessa de Landsfeld, que en realitat es deia Elizabeth Rosanna Gilbert (Grange, Comtat de Sligo, Irlanda, 17 de febrer de 1821 - Nova York, Estats Units, 17 de gener de 1861), va ser una ballarina i actriu nascuda a Irlanda que es va fer cèlebre com a ballarina exòtica, cortesana i amant de Lluís I de Baviera.

## Biografia
Com en molts altres aspectes de la seva vida, s'han publicat diferents dades sobre el seu naixement. Va néixer a Grange, Comtat de Sligo, el 1821, encara que en algunes fonts, s'afirma incorrectament que va néixer a Limerick, Irlanda. Aquesta confusió ve donada perquè Lola, va dir que el seu lloc de naixement era Limerick, però tan sols va ser una més de les seves mentides. Va rebre el baptisme a l'església de Sant Pere a Liverpool el 16 de febrer de 1823.

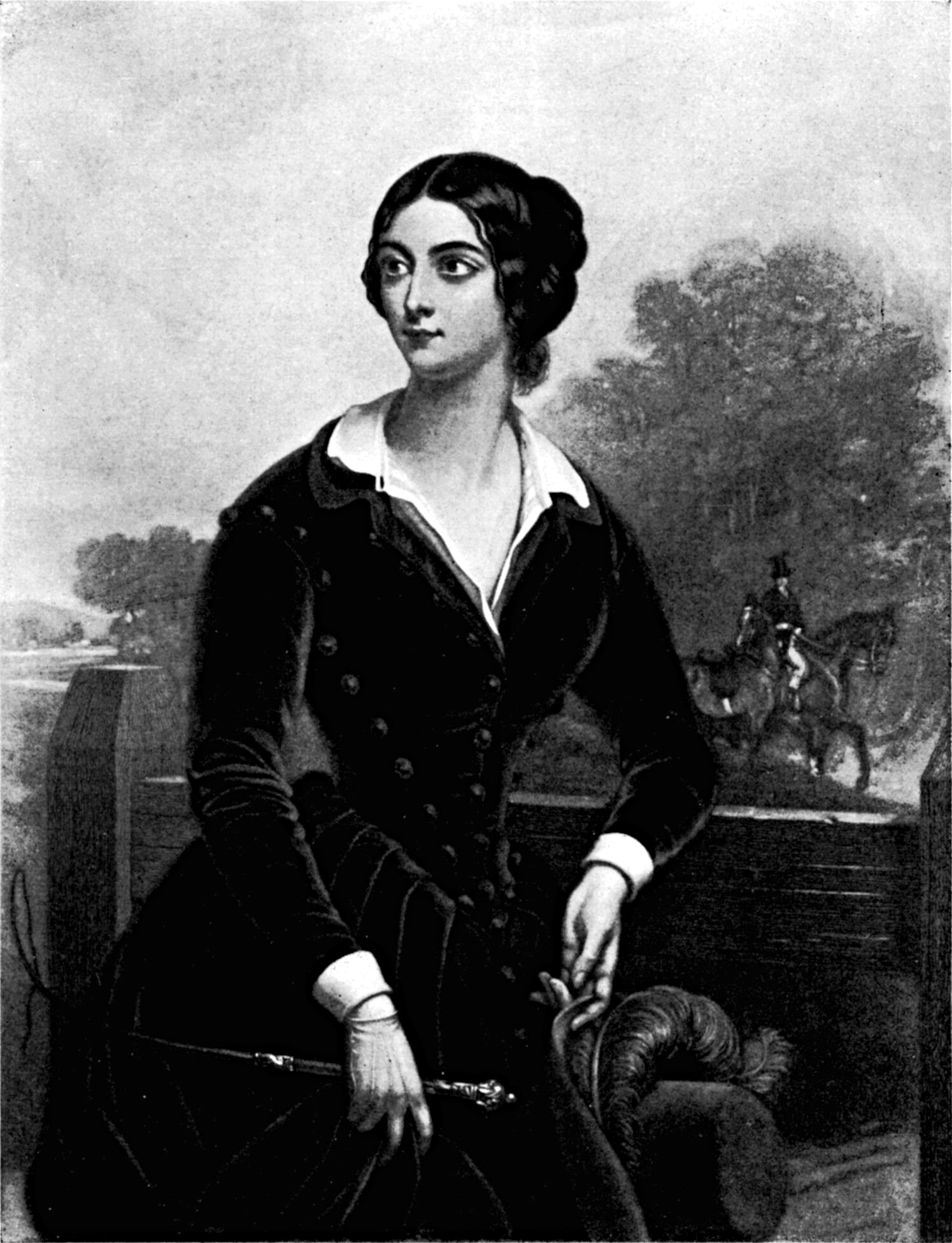
Litografia de Lola Montez

La mare de Lola, Eliza(beth) Oliver era la filla de Charles Silver Oliver, un membre del Parlament per Kilmallock a Limerick. La seva residència era el Castell Oliver. Al desembre de 1818, Edward Gilbert, militar britànic, va conéixer Eliza Oliver quan va arribar amb el 25è Regiment. Es van casar el 19 d'abril de 1820, i Lola va néixer al febrer de l'any següent, quan Eliza tenia 16 anys i Edward 24, contradient així els persistents rumors que hi havia sobre si Eliza i Edward s'havien casat estant Eliza embarassada. La jove família es va establir a King House, a Boyle, Comtat de Roscommon, fins que el 1823, van viatjar a Liverpool, per posteriorment traslladar-se a l'Índia el 14 de març. La família va marxar a l'Índia a causa del baix sou que rebia Edward per la posició militar que ocupava a Limerick, que no els donava per poder viure amb completa tranquil·litat. D'aquesta manera, va marxar amb la seva família i una gran pena cap a l'Índia, on els soldats cobraven molt més pel fet d'estar en un altre país i tan lluny del seu lloc de procedència. Concretament es van traslladar a Dinapur.
Quan mor el seu pare, de còlera, ella tan sols té 3 anys. És una nena precoç a la qual la vida no li ha donat grans alegries. Ja ha percebut la decent i honrada misèria de la llar dels seus pares. Ha sigut una nena sense joguines, sense companyes de joc, sense minyones que li fessin grates les hores i l'acompanyessin en els jocs. D'altra banda, la seva mare havia estat, sempre que havia tingut ocasió, entregada a les seves amigues, a les seves festes, a les seves reunions, sense preocupar-se d'ella, ni de la casa, ni del marit. Després de la mort del seu pare, la seva mare es casa amb qui era el millor amic del seu marit Edward, el tinent John Craigie, i que fa cas a les recomanacions i peticions del seu amic a punt de morir de que cuidés a la seva dona i filla. Aquest és nomenat comandant i el traslladen a Calcuta, on l'acompanyen la seva dona i Lola. Poc després, Cragie s'adona de que Lola ha desenvolupat un fort caràcter contra el qual no pot lluitar i ha de fer alguna cosa per no malbaratar la vida d'una noia que presenta grans aptituds. Amb aquest motiu, als seus 10 anys, l'envia a Montrose, Escòcia, lloc d'on Craigie provenia, per tal que la seva família s'encarregués de l'educació de la nena. Però això no fa canviar gens la situació, i Lola presenta el seu fort caràcter de sempre, amb la qual cosa, Craigie decideix enviar la nena a una escola a Sunderland, dirigida per la germana de Craigie, on per primer cop la nena és feliç i pot desenvolupar la seva forta personalitat.

## Joventut
Lola és coneguda per la seva imponent bellesa i per la seva intel·ligència. La seva mare espera ansiosa la seva sortida del lloc on resta interna acabant la seva formació i educació, i vol que trobi un bon marit que li proporcioni una bona vida, com una jove tan guapa i intel·ligent com ella mereix, i que no passi les penúries que ella va viure amb el seu primer marit, i pare de Lola, Edward. Finalment, a l'edat de 15 anys es dona per finalitzada la seva etapa de formació i educació, i la mare de Lola emprèn el camí cap a Europa per retrobar-se amb la seva filla.
Els plans de la mare no són del tot bondadosos, ja que vol casar a la seva filla amb sir Abraham Linley, un home de 60 anys, jutge del Tribunal Suprem, respectable i molt ric, amb qui ja ho té tot parlat i acordat abans de la seva trobada amb la filla. En aquest viatge, acompanya a la mare Thomas James, un jove tinent que treballa per al seu marit, el comandant Craigie. Aquest és el que, després de molta insistència per part de Lola, li explica els plans de la seva mare, i així comença una amistat entre ells dos que acaba amb passió i amor. Lola marxa cap a Irlanda amb Thomas fugint de la seva mare, que torna a Calcuta renegant de la seva filla. Després de molts intents, Thomas aconsegueix que la mare de Lola accepti el matrimoni es casen l'any 1837, quan ella tenia 16 anys i marxen, tot seguit, a la mansió familiar de James a Castlerough.
Ràpidament Lola s'adona de que la seva felicitat no està en el matrimoni, ja que no està acostumada a una vida plena de restriccions i d'inestabilitat econòmica. Marxen tots dos cap a Calcuta, i allà es divorcien el 1837 després de cinc anys de força malestar entre la parella i una infidelitat de James que seria la que provocaria la ruptura.

## Carrera com a ballarina
En tornar cap a Anglaterra va conèixer a Charles Lennox, qui la va presentar a Fanny Kelly (1790-1882), una coneguda actriu i cantant que havia obtingut un gran reconeixement actuant al Drury Lane Theatre. Ella va ser qui li va recomanar aprendre dansa i qui va començar a perfilar el personatge en que es convertiria Elizabeth, Lola Montez. Va tenir el seu debut a Londres el 8 de juny de 1843, representant El barber de Sevilla de Rossini i presentant-se com "doña Lola Montez, del Teatro Real de Sevilla". Lola va tenir un èxit relatiu a Anglaterra però li va ser suficient per iniciar una gira per Europa on es va donar a conèixer amb un ball que va anomenar La Tarántula. El 1844, va debutar a París com a ballarina a l'òpera de Fromental Halévy, Le lazzarone.
La seva bellesa, combinada amb les poques dots artístiques que tenia la van portar a convertir-se en una demi-mondaine, el que actualment es coneix com a amistançada. A poc a poc va anar aconseguint amants cada cop més importants i rics, el més famós dels quals va ser Franz Liszt, qui la va introduir al cercle de George Sand. Després d'haver actuat en diverses capitals europees, es va establir a París, on va ser acceptada a la societat literària bohèmia de l'època, coneixent a Alexandre Dumas, pare, amb qui, segons van córrer els rumors, va tenir una aventura. A París també va conèixer a Alexandre Dujarrier, propietari i crític artístic del diari amb major circulació de tota França, gràcies a qui esperava rellançar la seva carrera com a ballarina però el seu debut a la ciutat de la llum va anar acompanyat de crits i xiulades. Més tard, després d'una discussió per la assistència de Lola a una festa, Dujarrier s'hi va presentar begut i va ofendre Jean-Baptiste Rosemond de Beauvallon, qui el va reptar a un duel i el va matar.

## Relació amb Lluís I de Baviera
L'any 1846 va decidir traslladar-se a Múnic, on, degut a la fama que havia arribat des de París, li va ser vetada la possibilitat d'actuar a l'òpera de la ciutat. Ofesa va demanar audiència amb Lluís I de Baviera, i el rumor es va estendre des del moment en què es van conèixer, ja que sembla que Lluís I li va preguntar si els seus pits eren reals, a la qual cosa ella va respondre estripant l'escot del seu vestit per tal de demostrar que sí que ho eren. Fossin o no certs els rumors, Lola va sortir del despatx del rei com a primera ballarina de l'Òpera de Múnic on va debutar, igual que a Paris, entre la escridassada general, amb l'òpera Le Diable boiteux, de Casimir Gide. Ràpidament va començar a exercir el seu poder sobre el rei, i això juntament, amb el seu caràcter arrogant i el seu temperament, la va fer poc popular entre els súbdits, i més quan es va saber que es volia convertir en ciutadana bavaresa i rebre alguns títols nobiliaris. Malgrat l'oposició general, Lluís la va nomenar comtessa de Landsfeld al seu següent aniversari, el 25 d'agost de 1847. Juntament amb el títol, es va assegurar immunitat davant dels tribunals, terres i propietats i una gran paga anual. 

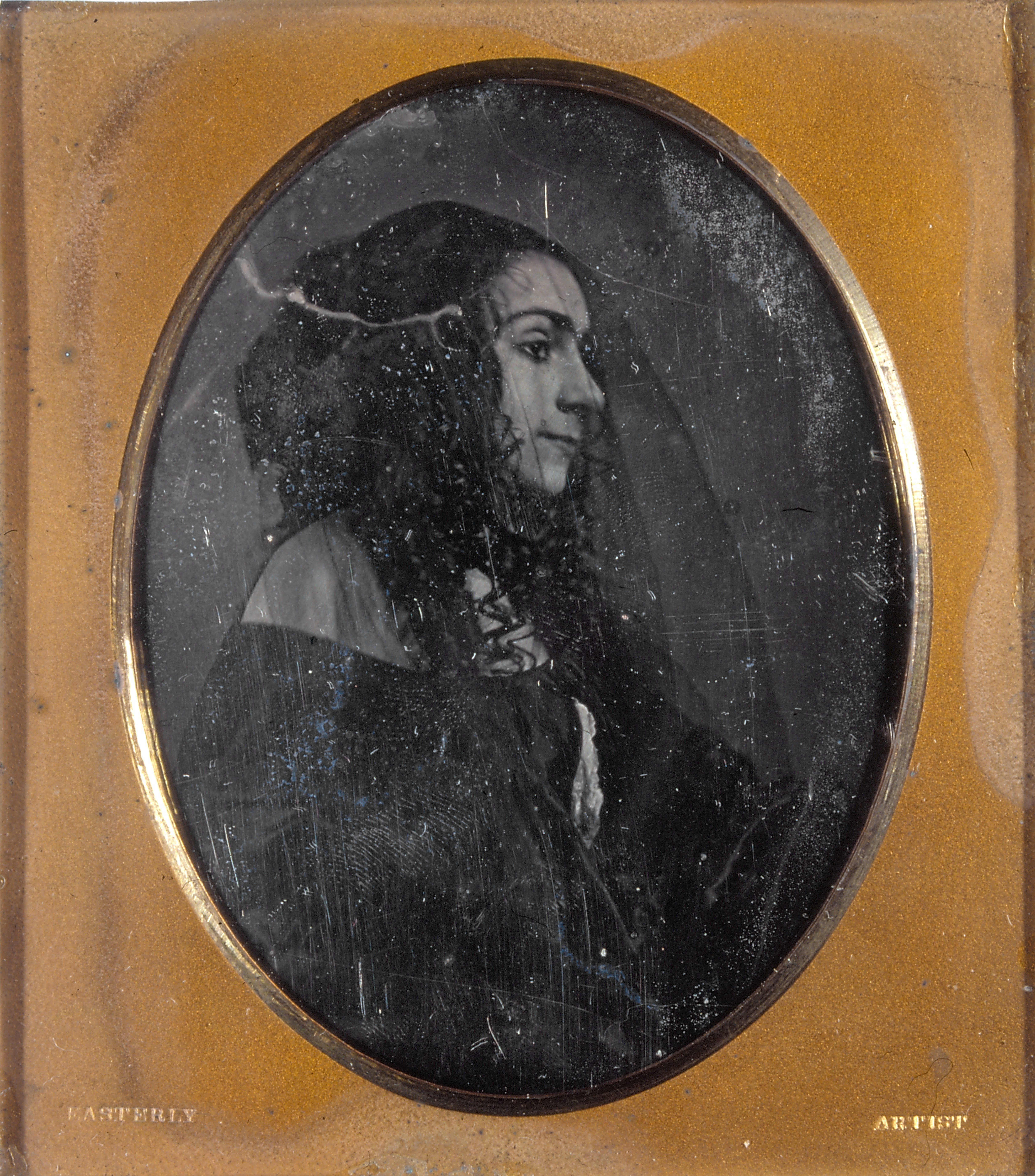

Durant més d'un any, va exercir un gran poder polític, ajudant als liberals, en contra dels conservadors i dels Jesuïtes. La seva influència va arribar a ser tan gran que el 17 de febrer de 1847 Karl von Abel, conseller privat del rei, va ser apartat del seu lloc per oposar-se a la naturalització i concessió de títols nobiliaris a Lola. Els estudiants universitaris es dividien entre els seus seguidors i detractors, i els conflictes van arribar tot just abans del tancament de la universitat, amb les revolucions de 1848, per insistència de la mateixa Lola al rei. A la primavera de 1847 el rei va haver de firmar l'ordre d'expulsió de Lola, qui va marxar de Baviera. Així acabava la seva etapa de poder darrere del tron. El mes de març de 1848, sota la pressió d'un gran moviment revolucionari, la universitat va ser reoberta, Lluís I va abdicar.
Després d'esperar Lluís I sense èxit a Suïssa, fa una breu excursió a França, tornant més tard a Londres a finals de 1848. Allà coneix George Trafford Heald, un jove oficial de cavalleria que acaba d'heretar, amb qui es casa ràpidament. Però els termes del divorci amb Thomas James, no li permetien casar-se fins que aquest fos mort, i aquesta situació de bigàmia va esclatar en forma d'escàndol, promogut per la tieta soltera de Heald fent que el matrimoni hagués de fugir. Després d'això, George i Lola van residir a França i Espanya, però en dos anys la relació estava quasi acabada.

## Darrers anys
El 1851 Lola es va traslladar als Estats Units, amb la intenció d'establir-s'hi i començar de bell nou, coincidint amb la febre de l'or. El 27 de desembre de 1851 va debutar a Broadway amb una obra titulada Betty la tirolesa, que va tornar a ser un fracàs de crítica i públic. Del 1851 al 1853 va actuar com a ballarina i va tenir bastant d'èxit a la Costa Oest del país. A San Francisco es casa amb Patrick Hull, un periodista local, amb qui es va traslladar a Grass Valley, un poble miner de Califòrnia. Aquest matrimoni, però, aviat va fracassar, tot i que Lola va romandre a la casa dos anys més. Allà va obrir un saloon, decorat amb gran luxe, on cada nit es donaven cita els homes més influents de la zona i ella hi actuava. Cap al 1859 es va instal·lar a Nova York on va publicar un manual: L'art de la bellesa o el secret de la cura personal i va entrar en contacte amb l'església metodista. Després d'això marxa a Austràlia, on crea molta controvèrsia amb algunes de les seves actuacions per finalment, tornar als Estats Units, on fa conferències sobre les grans dones de la història sense gaire èxit. Aviat comença a presentar símptomes de sífilis, i mor el 17 de gener de 1861, a Nova York on va ser enterrada al cementiri de Greenwood.

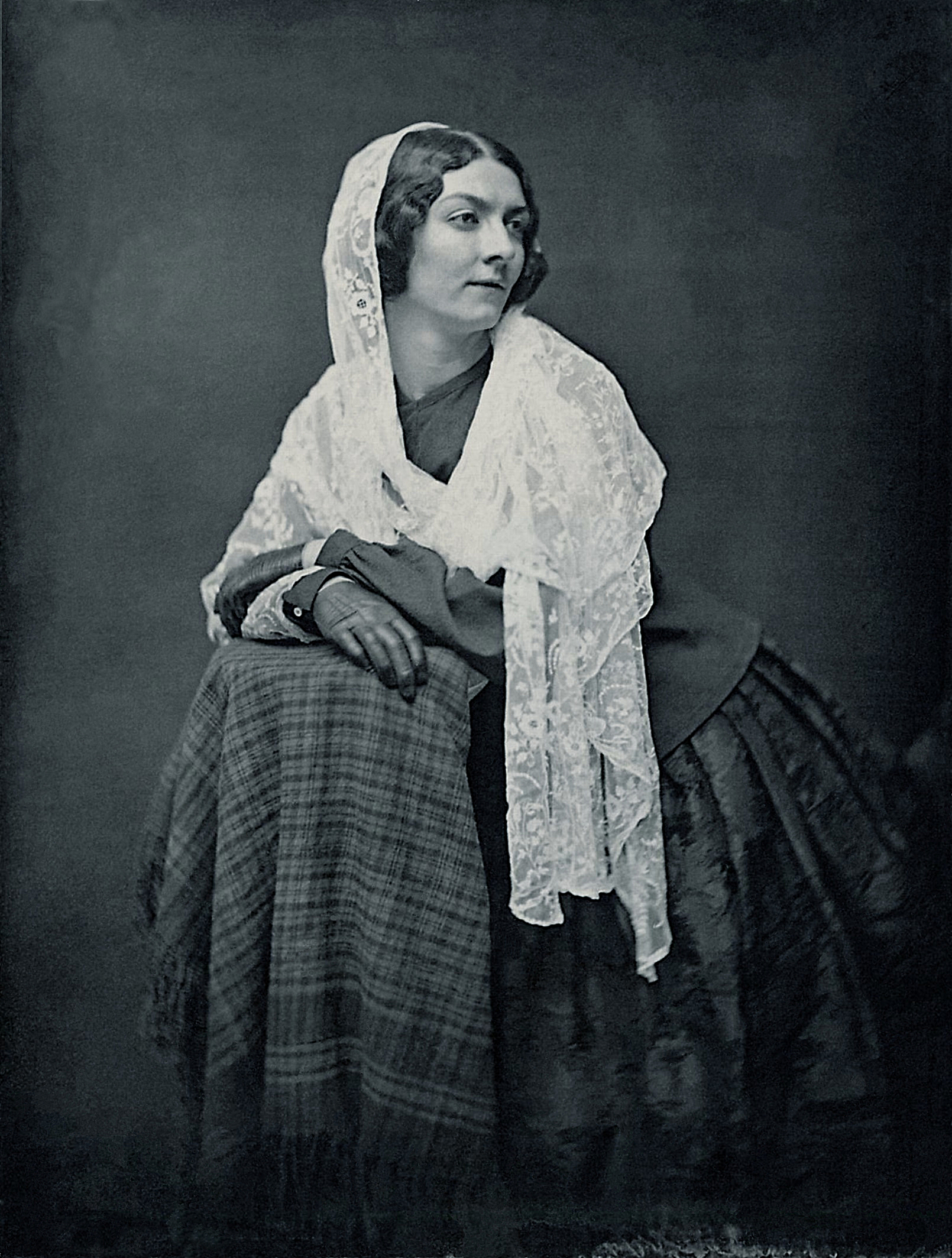

Lola va enamorar a molts homes durant la seva vida, pel seu gran intel·lecte i el seu més que imponent físic que enlluernava a tots els homes de l'època. Va enamorar al compositor Franz Liszt i al monarca Lluís I de Baviera, qui va acabar abdicant al 1848 gràcies als aires de revolució que portava amb si mateixa Lola. Lluís I tenia un motlle de peu de la ballarina, que li va regalar ella mateixa, i el besava i acariciava molt sovint. També li va demanar que li entregués roba interior, com per exemple les calces, que eren objectes íntims que excitaven la seva imaginació i li insipiraven poemes carregats d'erotisme. L'escriptora Cristina Morató, explica que Lola tenia gran estima a Lluís I i valorava molt la seva gran cultura, en definitiva, en ell veia la figura paterna que mai havia tingut.

## Llegat
La vida de Lola ha sigut representada en diverses pel·lícules, novel·les i musicals:
- A la pel·lícula alemana Lola Montez, Ballarina del Rei de 1922, interpretada per Ellen Richter i dirigida per Willi Wolff.
- A la pel·lícula Lola Montez (1955), basada en la novela La Vie Extraordinaire de Lola Montés de Cecil Saint-Laurent, interpretada per Martina Carol i dirigida per Max Ophüls, i co-protagonitzada per Peter Ustinov i Oskar Werner.
- El compositor i guitarrista Trinidad Huerta Caturla va compondre un bolero per a guitarra titulat Lola Montès.
- Conchita Montenegro la va encarnar a la pel·lícula espanyola Lola Montes (1944), amb un guió d'Antonio Fernández-Román.
- En la cançó Lola Montez del grup musical Volbeat.

## Obra
- Montez, L. (1858). The Arts of Beauty, Or, Secrets of a Lady's Toilet: With Hints to Gentlemen on the Art of Fascinating. Dick & Fitzgerald. (Primer llibre d'una dona amb consells sobre bellesa i cura personal femenina).
- Burr, C. C. (1860). Autobiography and lectures of Lola Montez.